# Абсолютний слух
Абсолютний слух — здатність пізнавати та відтворювати висоту будь-якого звука без посереднього слухового настроювання.
Людина, яка володіє абсолютним слухом, пам'ятає шкалу абсолютних висот (в нормальному випадку — 12-напівтоновий октавний звукоряд рівномірно темперованого ладу в камертоні a = 440 гц) і визначає висоту будь-якого звуку, не вдаючись до порівняння його зі звуками свідомо відомої висоти.
Абсолютний слух буває двох типів. Пасивний абсолютний слух — точне зіставлення висоти почутого звуку з конкретною сходинкою рівномірно-темперованого ладу в межах так званої звукової зони, а при знанні відповідних нотних частот — визначення приблизного числового значення. Активний абсолютний слух — здатність самому відтворити голосом заданий — як правило, за допомогою сучасної музичної нотації — звук.
Серед володарів абсолютного слуху люди з «активною» формою становлять абсолютну меншість.
За статистикою, абсолютним слухом володіє одна людина з десяти тисяч, а серед професійних музикантів абсолютний слух зустрічається приблизно у одного з декількох десятків.
При цьому В. Б. Брайнін в статті «Про деякі можливості розвитку абсолютного слуху» вказує, що «цілі народи можуть володіти абсолютним слухом, якщо з народження говорять на так званих тональних мовах».